# Tennis al XVII Festival olimpico estivo della gioventù europea
Le competizioni di tennis al XVII Festival olimpico estivo della gioventù europea si sono svolte dal 23 al 29 luglio 2023 a Maribor, in Slovenia

## Podi
| Evento              | Oro             | Argento        | Bronzo               |
| Singolare maschile  | Vito Darderi    | Thilo Behrmann | Svit Suljic          |
| Singolare femminile | Julie Pastikova | Giulia Popa    | Charo Esquiva Bañuls |
| Doppio maschile     | Polonia         | Romania        | Portogallo           |
| Doppio femminile    | Slovacchia      | Romania        | Rep. Ceca            |